# Blacksmith Records
Ne doit pas être confondu avec Blacksmith Records (label allemand).
Blacksmith Records est un label discographique, situé à Brooklyn, New York, dans l'État de New York. Il est fondé en 2005 par le rappeur américain Talib Kweli. Les premiers artistes signés sont la chanteuse Jean Grae (collaboratrice de longue date de Kweli) et le groupe Strong Arm Steady, ancien crew de Xzibit.

## Histoire
En 2006, Talib Kweli signe un partenariat avec le label Warner Bros. Records. La même année, le label publie Blacksmith: The Movement, une mixtape pour présenter les signatures du label. En 2007, Talib Kweli publie son cinquième album solo, et premier album à son label Blacksmith Records. La participation de Talib Kweli et de Jean Grae de Blacksmith Records est annoncée en 2008 dans la série Made sur MTV. En 2009, Blacksmith met un terme à son contrat de distribution avec Warner Bros. Records.
À la fin de 2012, Talib Kweli annonce la fermeture du label, et la sortie prochaine de son nouvel album sur son autre label, Javotti Media, en février 2013,.

## Anciens membres
- Talib Kweli
- Jean Grae
- Strong Arm Steady (Phil Da Agony & Mitchy Slick)
- Anjulie (en)
- Hi-Tek (producteur, également sous contrat avec Aftermath Entertainment de Dr. Dre)

## Discographie
- 2006 : Blacksmith: The Movement, mixtape
- 2007 : Liberation, maxi de Talib Kweli & Madlib
- 2007 : Eardrum, album solo de Talib Kweli
- 2007 : Revolutions Per Minute, album de Reflection Eternal (Talib Kweli & Hi-Tek)
- 2011 : Gutter Rainbows, album solo de Talib Kweli
- 2011 : Arms and Hammers, album de Strong Arm Steady
- 2011 : Habits of the Heart, album du groupe Idle Warship